# إقصاء تنافسي

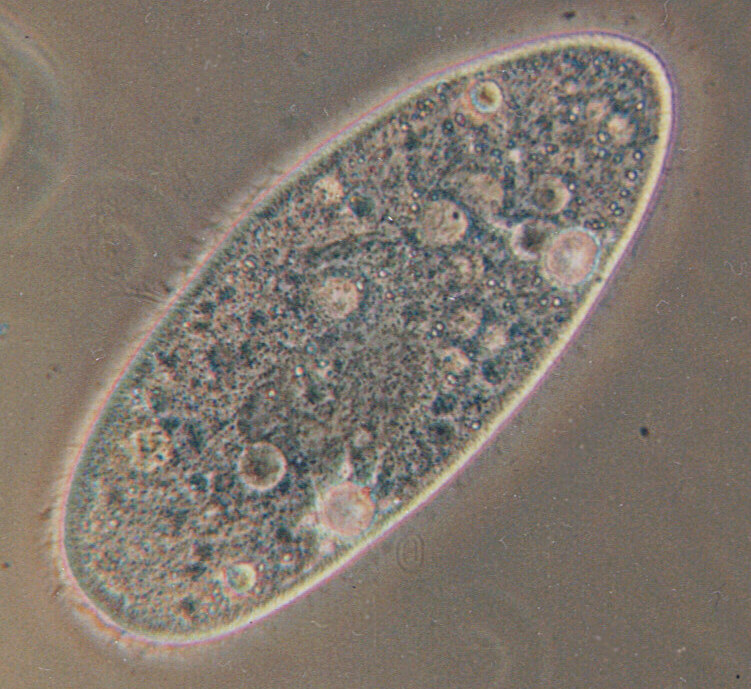

مبدأ الإقصاء التنافسي في علم البيئة، ويُشار إليه أحياناً بقانون غاوس، أو مبدأ غاوس، هو فرضية تنص على أنَّ أي نوعان يتنافسان على الموارد نفسها، فإنهما لن يقدرا على التعايش ما دامت العوامل البيئية الأخرى ثابتة. وعندما يكون لأحد النوعين أفضلية على النوع الآخر، مهما كانت طفيفة، عندها هذا النوع ذو الأفضلية هو الذي سيسود في نهاية المطاف. دائماً سيتغلب أحد المتنافسين على الآخر، الأمر الذي يؤدي إما إلى انقراض هذا الأخير أو حدوث تغير تطوري أو سلوكي باتجاه نمط حياتي آخر. وقد صيغ هذا المبدأ بطريقة مختلفة ليصبح مثلاً يقول "المتنافسان تماماً لا يتعايشان" (بالإنجليزية: complete competitors cannot coexist)‏.